# O Ser e o Nada (álbum)

Hanói-Hanói - O Ser e o Nada (1990)

O Ser e o Nada é o terceiro álbum musical da banda brasileira de pop rock Hanói-Hanói. Foi lançado nos formatos LP e CD em 1990 pelo selo EMI-Odeon.
Tanto o título quanto o conceito do disco são empréstimos feitos ao papa do existencialismo, Jean-Paul Sartre.

## Faixas
| Lado A |                  |                                |         |  |
| N.º    | Título           | Compositor(es)                 | Duração |  |
| 1.     | "Utopia"         | Arnaldo Brandão / Tavinho Paes | 4:46    |  |
| 2.     | "Disco Risco"    | Arnaldo Brandão / Tavinho Paes | 4:42    |  |
| 3.     | "O Ser E O Nada" | Arnaldo Brandão / Tavinho Paes | 3:50    |  |
| 4.     | "Só"             | Luiz Melodia / Perinho Santana | 2:54    |  |
| 5.     | "O Saber"        | Arnaldo Brandão / Tavinho Paes | 4:23    |  |

| Lado B |                                         |                                 |         |  |
| N.º    | Título                                  | Compositor(es)                  | Duração |  |
| 6.     | "Jovem"                                 | Arnaldo Brandão / Cazuza        | 3:59    |  |
| 7.     | "Dom Selvagem"                          | Arnaldo Brandão / Tavinho Paes  | 3:25    |  |
| 8.     | "Darling, Delícia De Pessoa"            | Arnaldo Brandão / Tavinho Paes  | 4:00    |  |
| 9.     | "Insônia"                               | Arnaldo Brandão / Tavinho Paes  | 4:50    |  |
| 10.    | "Vi Shows (Versão de "Vicious Circle")" | Lou Reed / Versão: Tavinho Paes | 2:08    |  |

## Créditos Musicais
- Arnaldo Brandão - Vocais principais, Baixo elétrico, Guitarra
- Sergio Vulcanis - Guitarra, Back-Vocal
- Ricardo Barcelar - Teclados, Back-Vocal
- Marcelo da Costa - Bateria, Percussão, Back-Vocal